# Grins
Grins é um município da Áustria, situado no distrito de Landeck, no estado do Tirol. Tem 21,09 km² de área e sua população em 2019 foi estimada em 1 388 habitantes.